# Dmuchawce, latawce, wiatr
"Dmuchawce, latawce, wiatr" är en singel av den polska sångerskan Ewa Farna. Den släpptes i juni 2009 som den andra singeln från hennes andra polska studioalbum Cicho.

## Listplaceringar
| Lista (2009) | Topplacering |
| ------------ | ------------ |
| Polen        | 2            |